# Tetramolopium klossii
Espèce
Classification phylogénétique
Tetramolopium klossii est une espèce de plantes à fleurs du genre Tetramolopium et de la famille des Asteraceae. Cette espèce est présente dans les monts Maoké de Nouvelle-Guinée.